# Расстрел на улице Аточа
Расстрел на улице Аточа (исп. Matanza de Atocha de 1977) — террористическая атака испанских ультраправых в Мадриде в ночь на 24 января 1977 года. Привела к гибели пяти человек — левых юристов профобъединения Рабочие комиссии и тяжёлым ранениям четверых. Имела непосредственной целью ликвидацию конкретного профсоюзного деятеля-коммуниста (оставшегося в живых), но в целом являлась акцией неофашистского сопротивления процессу демократизации. Способствовала активизации левых сил и ускорению политических реформ.

## Политический контекст
Вторая половина 1976 года прошла в Испании под знаком демократических реформ, постепенного демонтажа франкистской политической системы. Важной вехой должна была стать легализация еврокоммунистической КПИ. Формально испанская компартия оставалась запрещённой, но реально уже функционировала. В начале 1976 года из эмиграции вернулся генеральный секретарь КПИ Сантьяго Каррильо. Важным фактором социального развёртывания компартии являлось профобъединение Рабочие комиссии.
Крайне правые силы всячески тормозили либерализацию политической жизни. Наряду с политическими методами, применялись и силовые. Важная проба сил произошла 9 мая 1976 года в ходе резни Монтехурра. Испанские ультраправые пользовались поддержкой неофашистского «чёрного интернационала» — прежде всего итальянских, французских и аргентинских праворадикальных группировок. Так, в январе аргентинские антикоммунистические боевики убили участника левой демонстрации в Мадриде.

## Расправа
На мадридской улице Аточа — Atocha, 55 располагался офис юридического центра Рабочих комиссий. Вечером 23 января 1977 здесь задержались несколько юристов — люди коммунистических либо леволиберальных взглядов. Однако целью террористов являлись не они, а руководитель транспортного профсоюза, активист КПИ Хоакин Наварро, организатор недавней забастовки. Но именно он отсутствовал в офисе.
Убедившись, что Наварро нет на месте, двое террористов открыли огонь по присутствующим (применялся пистолет-пулемёт Ingram MAC-10). Погибли юристы Энрике Вальдевира Ибаньес, Луис Хавьер Бенавидес, Франсиско Хавьер Перес дель Арко, студент юридического факультета Серафин Хольгадо де Антонио, администратор центра Анхель Родригес Леаль. Тяжёлые ранения получили Мигель Сарабиа Хиль, Алехандро Руис-Уэрта Карбонелль, Луис Рамос Пардо и Долорес Гонсалес Руис, жена убитого Переса дель Арко.

## Убийцы, заказчик, пособники
Исполнители убийства полагались на политическое влияние своего руководства и не стали покидать Мадрид. Однако они не учли, что розыск и наказание были принципиально важны для правительства. В течение нескольких дней полиция арестовала ультраправых боевиков Хосе Фернандеса Серру, Карлоса Гарсиа Хулиа и Фернандо Лердо де Техаду — первые двое непосредственно расстреливали, третий осуществлял оперативное руководство.
По обвинению в организации убийства был арестован Франсиско Альбадалехо Корредера — председатель франкистского транспортного профсоюза. Его «вертикальный синдикат», имевший в столице репутацию Mafia del transporte — «транспортной мафии», в новых условиях вынужден был конкурировать за влияние с Рабочими комиссиями. Это и явилось мотивацией заказа на убийство. Однако вместо конкретного устранения профсоюзного конкурента Наварро произошла идеологически мотивированная резня, жертвами которой стали люди, случайно оказавшиеся в данный момент на месте событий.
Были также арестованы ветераны Голубой дивизии Леокадио Хименес Каравака и Симон Фернандес Паласиос — за снабжение боевиков оружием. Обвинялась в соучастии Глория Эргедэс Эррандо — подруга Фернандеса Серры.

## Позиция ультраправых политиков
Все арестованные имели прямое отношение к ультраправым франкистским организациям — Новой силе и новой Фаланге. В качестве свидетелей привлекались видные деятели франкистского «Бункера» — фалангистский идеолог Блас Пиньяр, руководитель «вертикальных синдикатов» (франкистские профсоюзы) Хуан Гарсиа Каррес, бывший франкистский министр и генеральный секретарь Фаланги Раймундо Фернандес-Куэста. Они отрицали персональные связи с подсудимыми, однако высказывали идейно-политические симпатии. 
Был также допрошен в суде лидер праворадикальной боевой организации Guerrilleros de Cristo Rey — Партизаны Короля Христа — Мариано Санчес Ковиса. Он утверждал, будто о готовящейся атаке были проинформированы органы госбезопасности (это заявление документально не подтвердилось). Его выступление сопровождалась выкрикиванием из публики ультраправых лозунгов. Председатель суда вынужден был предупредить Санчеса Ковису о недопустимости оскорбительных высказываний.

## Осуждение
Лердо де Техада — выходец из влиятельной семьи, племянник личного секретаря Пиньяра — сумел освободиться под залог и бежал в Чили (по другим сведениям, в Бразилию). Остальные подсудимые в 1980 году были признаны виновными и получили в общей сложности 464 года тюрьмы.
Хосе Фернандес Серра и Карлос Гарсиа Хулиа получили по 193 года тюрьмы каждый. Франсиско Альбадалехо Корредера — заказчик убийства — 73 года. Леокадио Хименес Каравака — 4 года. Глория Эргедэс Эррандо — 1 год.

Сейчас это может показаться незначительным. Но в 1980 суд над убийцами с Аточа — высокомерными, в синих форменных рубашках — был первым случаем, когда крайне правые оказались на скамье подсудимых и получили приговоры.

Мигель Сарабиа Хиль

Альбадалехо Корредера и Хименес Каравака скончались в тюрьме в 1985.
Гарсиа Хулиа был условно-досрочно освобождён в 1991 и перебрался в Латинскую Америку. В Боливии он занялся наркобизнесом для финансирования местных ультраправых и в 1996 был арестован боливийской полицией.
Фернандес Серра освободился в 1992 и поступил на работу в охранное предприятие.
Лердо де Техада и Фернандес Серра ведут скрытный анонимный образ жизни, точных сведений о них в наличии нет.
В 1990 году в Италии была озвучена версия причастности к убийству на Аточа итальянских неофашистов, действовавших в рамках Операции «Гладио». Однако эта версия не была детально рассмотрена испанским правосудием.

## Память
11 января 2002 года правительство Испании посмертно наградило погибших на улице Аточа крестом Ордена Святого Раймунда Пеньяфортского — высшей наградой испанской юстиции. (Парадоксально, но эту награду носил и Блас Пиньяр.)
Луис Рамос Пардо скончался в ноябре 2005, Мигель Сарабиа Хиль — в январе 2007.
Годовщины кровавых событий на улице Аточа отмечаются испанской общественностью. В память о жертвах Аточа назван ряд улиц и площадей Мадрида.